# Dansradion
Dansradion är en svensk webbradiostation som sänder dansband. Man driver bland annat listorna Sverigetoppen och Norgetoppen.